# 村田利文
村田 利文（むらた としふみ、1956年11月7日 - ）は、日本の実業家、エンジェル投資家。ビー・ユー・ジー及びソフトフロントホールディングスの創業者。

## 人物・来歴
北海道江別市の酪農家に生まれる。1975年北海道札幌南高等学校卒業、北海道大学工学部進学。北海道大学大学院修士課程在学中の1980年に同級生の服部裕之、若生英雅、木村真とビー・ユー・ジーを設立。JR札幌駅前にIT企業が集積したサッポロバレーの企業群の先駆けとなった。
1981年北海道大学大学院電子工学専攻修了。1992年にビジョン・コーポレーションを創業し、代表取締役に就任。1997年合併によりソフトフロントに改組し、代表取締役社長に就任。2002年にはナスダック・ジャパンに上場を果たした。2006年ソフトフロント代表取締役会長。
2007年システム・ケイ取締役。2008年北海道情報産業クラスター・フォーラム運営会議副議長。2009年ムラタオフィスを設立、ソフトフロント最高技術顧問、アンタス取締役。2011年北海道IT戦略検討委員会委員。2012年ソーシャル・キャピタル・デザイン設立、取締役。2017年エンジェル投資家の組合・SapporoFoundersFund組成、KOSHIGOTO取締役。

## 監修
- 『SIP教科書』インプレスネットビジネスカンパニー 2004年